# Idaea habichi
Idaea habichi là một loài bướm đêm trong họ Geometridae.